# حساسة (موسيقى)

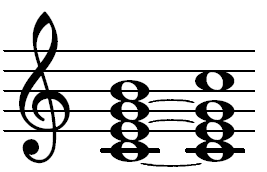

الحَسَّاسة أو حساس السلم أو النغمة الحَسَّاسة، اسم يطلق على سابع درجة في سلم موسيقى أو مقام؛ فالنغمة الحَسَّاسة في سلم أو مقام دو الكبير هي سي، وفي صول الكبير هي فا، وهكذا دواليك.